# 山﨑和之
山﨑 和之（やまざき かずゆき、1960年〈昭和35年〉11月7日 - ）は、日本の外交官。外務省官房長を経て、2017年（平成29年）7月14日から外務審議官（経済担当）。2019年（令和元年）11月11日から在ジュネーブ日本政府代表部大使。2023年（令和5年）10月24日から国連大使。

## 経歴・人物
東京都出身。桐蔭学園高等学校を経て、1982年10月外務公務員採用上級試験に合格する。1983年一橋大学経済学部経済学科(荒憲治郎ゼミ)を卒業して、外務省に入省した。

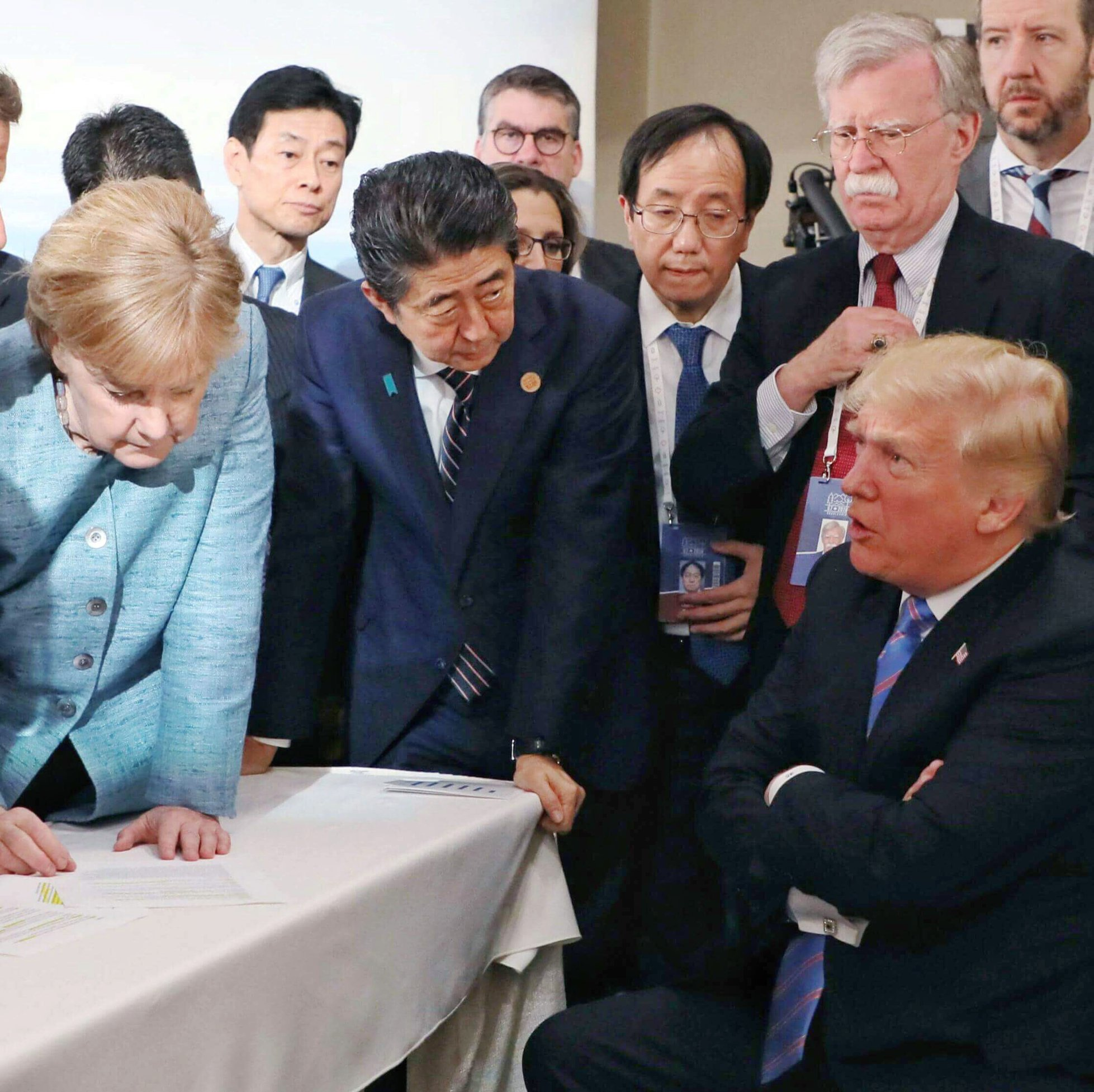
2018年第44回先進国首脳会議で（安倍晋三首相の右奥）

1984年-1986年英語研修（米国留学）。1986年-1989年在米国大使館。経済局国際機関第一課、アジア局を経て1997年OECD代表部一等書記官。2001年在アメリカ合衆国日本国大使館参事官。2003年外務省北米第一課長。2005年麻生太郎外務大臣秘書官。2007年国際報道官。2008年外務省大臣官房総務課長。同年麻生太郎内閣総理大臣秘書官。
2009年在アメリカ合衆国日本国大使館公使兼ハーバード大学フェロー。2010年在中華人民共和国日本国大使館公使。2012年大臣官房参事官〔大使〕（総合外交政策局担当）。同審議官経て、2014年内閣官房審議官・国家安全保障局内閣審議官。2015年10月から外務省大臣官房長兼国家公務員共済組合連合会理事。2016年兼監察査察官事務代理。
2017年7月14日から外務審議官（経済担当）を務め、日中韓自由貿易協定交渉に日本側首席代表として参加するなどした。2018年の第44回先進国首脳会議では、アンゲラ・メルケルドイツ首相がInstagramに投稿した写真に写り込み話題になった。2019年在ジュネーブ日本政府代表部特命全権大使、国際労働機関理事、国際労働機関総会代表。
在寿府大使として在任中の2020年12月31日に新型コロナウイルス感染症に感染していたことが、翌日の2021年1月1日付けで外務省により情報公開された。現職の日本大使の新型コロナ罹患が公表されたのは、姫野勉駐ガーナ大使と伊藤直樹駐バングラデシュ大使に続いて3例目。2023年10月24日付で国際連合日本政府代表部特命全権大使・常駐代表。

## 同期
- 相川一俊（23年EU大使・20年イラン大使）
- 相星孝一（21年韓国大使・18年イスラエル大使・14年ASEAN大使）
- 尾池厚之（23年ジュネーブ代表部大使・20年ユネスコ大使）
- 小笠原一郎（19年軍縮会議大使・16年マダガスカル大使）
- 奥山爾朗（22年ヨルダン大使）
- 片山和之（23年日本台湾交流協会台北事務所長・20年ペルー大使）
- 金杉憲治（23年中国大使）
- 杵渕正巳（22年ボスニアヘルツェゴビナ大使・20年東ティモール大使）
- 木村元（20年モザンビーク大使）
- 新美潤（22年OECD大使）
- 丸山則夫（22年アイルランド大使）
- 水内龍太（22年オーストリア大使・20年ザンビア大使）
- 水鳥真美（18年国連事務総長特別代表）
- 道上尚史（23年ブルガリア大使・21年ミクロネシア連邦大使）
- 南博（22年オランダ大使）
- 宮原信孝（18年笹川平和財団研究員）
- 村林弘文（21年在ヒューストン日本国総領事）
- 森健良（21年外務事務次官）
- 山田滝雄（20年ベトナム大使・17年ユネスコ大使・10年ASEAN大使）
- 山本広行（23年ベラルーシ大使・20年トルクメニスタン大使）
- 和田充広（21年パキスタン大使）